# Herreruela
Herreruela è un comune spagnolo di 405 abitanti situato nella comunità autonoma dell'Estremadura.